# Skövde
Skövde est une ville de Suède, chef-lieu de la commune de Skövde dans le comté de Västra Götaland.

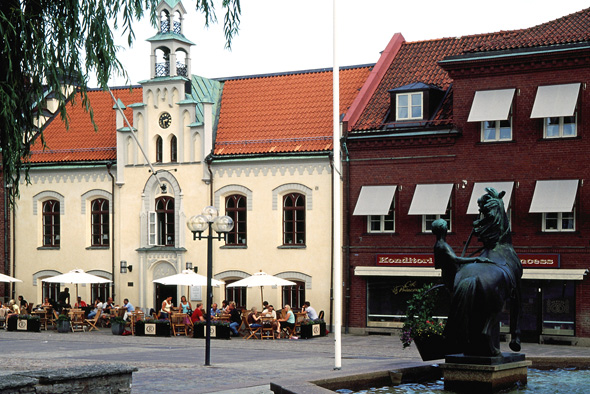
Le vieil Hôtel de Ville à côté de Place de Hertig Johan

## Infrastructures
La ligne de chemin de fer Västra stambanan traverse la ville de Skövde, ainsi reliée à Göteborg en environ une heure et à Stockholm en environ deux heures avec l'introduction du train rapide X2000. L'aéroport de Skövde, construit en 1989 et situé à 13 kilomètres du centre-ville n'assure ainsi plus aucune liaison régulière et n'est utilisé que pour des vols privés ou de secours.

## Économie
Le plus grand employeur de la ville est Volvo Powertrain AB et Volvo Cars AB (environ 5000 employés en 2005), où les moteurs Volvo sont fabriqués.
La ville abrite une cimenterie du groupe allemand HeidelbergCement.
Le groupe américain Parker-Hannifin y possède un site d'assemblage.
L'Université de Skövde a par ailleurs noué des partenariats avec la commune et a participé à l'essor de quelques entreprises dans le domaine de la technologie.

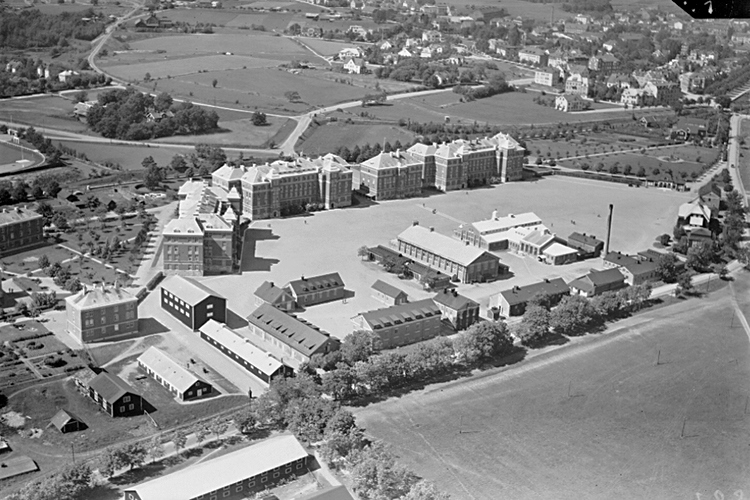
La base militaire.

L'armée suédoise dispose d'une importante base militaire, avec les régiments Skaraborg, de signalisation, de renseignement constituant le quatrième employeur de la ville.
Un centre commercial d'une quarantaine de magasins se situe au centre-ville.

## Jumelages
La ville de Skövde est jumelée avec :
- Zhangjiakou (Chine) depuis 2015
- Halden (Norvège)
- Kuressaare (Estonie) depuis 1994
- Ringsted (Danemark)
- Sastamala (Finlande)

Skövde a également signé un partenariat industriel avec
- Rockford (États-Unis) depuis 2015

## Personnalités liées à la commune
- Agnès de Frumerie (1869-1937), sculptrice et céramiste, née à Skövde ;
- Stig Bergström (1935-), un professeur d'université, géologue et paléontologue suédois, né à Skövde;
- Mikael Ymer (1998-), joueur de tennis, né à Skövde.

## Sport
- IFK Skövde HK, club de handball
- Skövde HF, club de handball